# Myriam Stocco
Myriam Stocco, née en 1951, est une reine de beauté française. Elle a été élue Miss Languedoc-Roussillon 1970, puis Miss France 1971. Elle est la 41e Miss France.
Elle est également la 5e dauphine de Miss Univers 1971, 6e dauphine de Miss Monde 1971, 3e dauphine de Miss Europe 1971.

## Biographie
Petite fille d'immigrés italiens, blonde, Myriam Stocco mesure 1,77 m[réf. souhaitée]. Originaire de Beaucaire (Gard)[réf. souhaitée], en 1970, elle est élue Miss Languedoc-Roussillon et est qualifiée pour l'élection de Miss France 1971.

## Année de Miss France

### Élection
Myriam Stocco est d'abord élue Miss Languedoc - La Grande-Motte en 1969, titre qui la qualifie pour l'élection de Miss France 1970.
L'élection de Miss France 1971 se déroule l'Hôtel Frantel, à Rungis en décembre 1970. 36 Miss régionales sont candidates au titre. Obtenant 62 voix sur 182 votants, Miss Languedoc-Roussillon, Myriam Stocco est élue Miss France à 19 ans. Elle est la deuxième Miss Languedoc-Roussillon élue Miss France.
Léon Zitrone, lors d'une interview, confia qu'elle lui rappelait Sophia Loren.

### Concours internationaux
Myriam Stocco obtient l'un des meilleurs palmarès d'une Miss France dans les concours internationaux
Le 24 juillet 1971, Myriam représente la France au concours Miss Univers à Miami Beach (Floride) et se classe 5e dauphine.
Le 10 novembre, à Londres, elle se classe 6e dauphine de Miss Monde. 
Elle se classe 3e dauphine de Miss Europe 1971.
Devenir miss était plutôt le rêve de sa maman que le sien. Myriam affirme avoir dû « forcer sa nature pendant cette année de miss ».
Myriam Stocco est remarquée par Gunnar Larsen, le photographe du magazine Marie Claire. Elle est sélectionnée lors de l'élection de Miss Univers par l'agence Wilhelmina qui lui propose de venir s'installer à New York.
Lors de l'élection de Miss Monde à Londres, elle est remarquée par Sam Spiegel, producteur américain, qui la rencontre à Paris accompagnée de Geneviève de Fontenay et lui propose de s'installer à Los Angeles[Quand ?].

## L'après Miss France
Un reportage de l'ORTF est consacré à son mariage en 1973.
Elle est membre du jury lors des élections de Miss France 1997, Miss France 1998 et Miss France 2003, cérémonies retransmises en direct sur TF1.
En 2002, Myriam Stocco est l'invitée de l'émission Vie privée, vie publique de Mireille Dumas sur France 3. Elle raconte alors sa participation au concours Miss Univers à Miami : des cinéastes voulaient la faire tourner, un milliardaire argentin fit le voyage à Beaucaire pour lui demander sa main. Elle refusa, épousa son fiancé, et mène depuis sa vie de mère de famille.